# Monubles
Monubles o Manubles, es un despoblado medieval situado en el actual término municipal de Ateca, en la comarca de la Comunidad de Calatayud y en la provincia de Zaragoza, España. Se encuentra situado a mitad de camino entre Ateca y Moros junto a la carretera A-1502 y cerca del río Manubles al que dio nombre.  

## Historia
Se despobló en el siglo XV repartiéndose su término municipal entre Ateca y Moros  y estaba ubicada dentro de la sesma del río de Berdejo en la Comunidad de aldeas de Calatayud y eclesiásticamente pertenecía al arcedianato de Calatayud de la diócesis de Tarazona.
Alrededor de 1120, tras la batalla de Cutanda, Alfonso I de Aragón conquista la taifa de Calatayud y en 1131 concede carta puebla y fueros a Calatayud, formando lo que después devendría en la comunidad de aldeas de Calatayud y donando a esta ciudad el territorio comprendido desde Berdejo a Villafeliche y desde Chodes a Calmarza, quedando dentro de la Sesma del río de Berdejo. Todo lo anterior queda confirmado en la bula del papa Lucio III promulgada en 1182, en donde aparece, entre otras, la iglesia de Monubles como parte de la patrimonialidad de la Iglesia de Calatayud. Quedando constancia de la existencia de la aldea de Monubles en esas fechas.
Hacia 1367, según el libro de Fermín Lezaún Estado Eclesiástico y Secular Poblaciones del Reino de Aragón, la aldea de Monubles poseía unos 54 fuegos (hogares). En gran parte debido a la Guerra de los Dos Pedros, que tanto daño causó en esta zona, esta aldea comienza a perder población desapareciendo hacia el 1450 Monubles, según el libro del Cabreo N° 2 que se encuentra en el Archivo Municipal de Calatayud y cediendo parte de su término en favor de Moros y otra parte en favor de Ateca. En esas mismas fechas, el río que riega esa vega y que hasta entonces se llamaba Verdejo por ser este el pueblo donde inicia su recorrido en Aragón, pasó a tomar el nombre del pueblo extinto, Monubles o Manubles como se le conoce en la actualidad.

## Lugares de interés
- Iglesia de Santa María de Monubles
- La mazmorra